# Edith How-Martyn
Edith How-Martyn, född How 17 juni 1875 i London, död 2 februari 1954 i Sydney, var en brittisk feminist. 
How-Martyn var sekreterare i Women's Social and Political Union (WSPU), men lämnade denna organisation 1907, då hon tillsammans med Teresa Billington-Greig och Charlotte Despard bildade Women's Freedom League. Efter rösträttsreformen kandiderade hon till Storbritanniens parlament, vilket dock misslyckades, men hon blev 1919 den första kvinnliga ledamoten av Middlesex County Council. Hon var Honorary Director i Internationella informationscentret för födelsekontroll och höll föreläsningar i hela världen över detta ämne. År 1939 flyttade hon till Australien, där hon fortsatte att verka för kvinnors rättigheter.